# 日本木槽木管
日本木槽木管株式会社（にほんもくそうもっかん）は、神奈川県横浜市神奈川区に本社がある株式会社。日本全国で、木槽及び工業用冷却塔の製造販売、排煙脱硫装置の充填部品及びミストキャッチャーの製造と販売、各種木材製品及び関連製品の製造販売、また不動産賃貸業を行なっている。

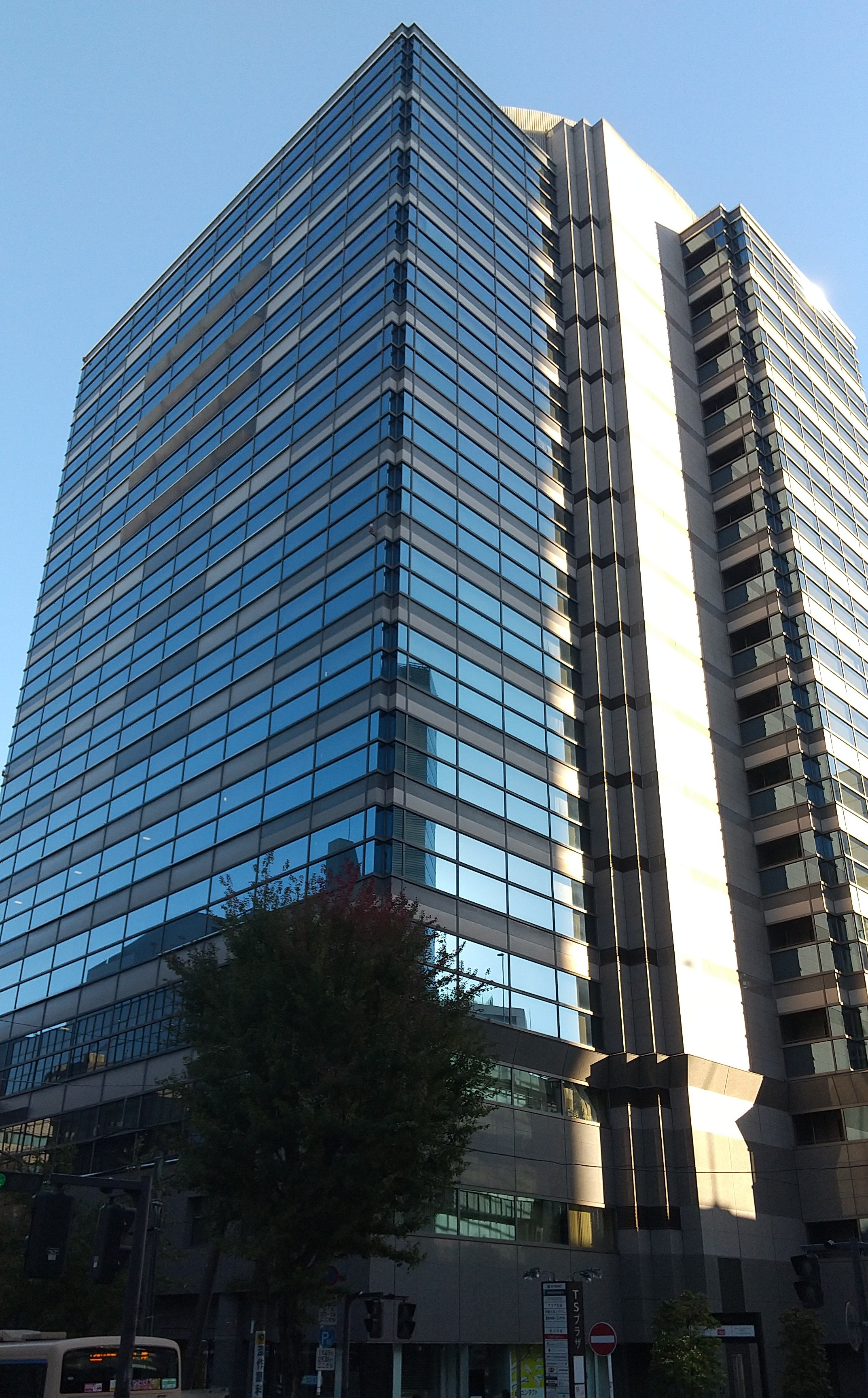
TSプラザビル。旧本社所在地

## 沿革
- 1912年（大正元年）、大日本水道木管株式会社として設立。平沼久三郎　代表取締役社長就任
- 1927年（昭和2年）、日本木槽木管株式会社に社名変更
- 1936年（昭和11年）、高垣茂樹　代表取締役社長就任
  - 耐酸・耐アルカリ用木槽及び木管の製造販売を開始。
- 1950年（昭和25年）、造船用木材の製材及び販売を開始。
  - 水処理用木製フィルターの製造販売を開始。
- 1960年（昭和35年）、木製冷却塔の製造販売を開始し、鉄鋼・自動車用梱包材の製材及び販売開始。
- 1963年（昭和38年）、飲料水用受水槽として木槽をホテル・超高層ビル等に販売開始
- 1983年（昭和58年）、高垣穰　代表取締役社長就任
- 1993年（平成5年）、横浜本社にTSプラザビルを建設、ビル賃貸業務を開始。
- 1996年（平成8年）、大型醤油諸味醸造用木槽の製造販売開始し、ウッドデッキ事業開始。
- 2012年（平成24年）、創業100年
- 2013年（平成25年）、高垣済史　代表取締役社長就任